# Jan Nassalski
Jan Paweł Nassalski (ur. 10 stycznia 1944 w Żabieńcu, zm. 5 sierpnia 2009 w Połądze) – polski fizyk teoretyk, profesor doktor habilitowany nauk fizycznych, specjalista w zakresie fizyki wysokich energii oraz teorii łamania symetrii ładunkowo-przestrzennej w rozpadach mezonów K.

## Edukacja i działalność naukowa
- 1961 – Liceum im. Andrzeja Frycza-Modrzewskiego, Warszawa[1].
- 1966 – magister, Wydział Matematyki i Fizyki Uniwersytetu Warszawskiego.
- 1973 – doktor, Instytut Badań Jądrowych, Warszawa.
- 1986 – doktor habilitowany, Instytut Problemów Jądrowych im. Andrzeja Sołtana, Warszawa.
- 1992 – profesor, tamże.

## Zatrudnienie
- 1966–1967 – stypendium Pełnomocnika Rządu ds. Pokojowego Wykorzystania Energii Atomowej.
- 1967–1971 – w Katedrze "Fizyki B" (prof. Szczepana Sczeniowskiego) Politechniki Warszawskiej; asystent, starszy asystent (1970).
- od 1971 – Zakład Fizyki Wysokich Energii (HEPD) w Instytucie Badań Jądrowych oraz w Instytucie Problemów Jądrowych im. Andrzeja Sołtana;
- starszy asystent, docent (1986), profesor (od 1992).

## Zagraniczne prace badawcze
- 1968–1969 – stypendium British Council; Wydział Fizyki i Astronomii, University College London (UCL), Wielka Brytania.
- 1973–1975 – współpracownik naukowy; Europejska Organizacja Badań Jądrowych (CERN), Genewa, Szwajcaria.
- 1975–1975 – pracownik naukowy; Rutherford High Energy Physics Laboratory (RHEL), Didcot, Wielka Brytania.
- 1977–1978 – stypendium Fundacji Marii Curie-Skłodowskiej (NSF); Fermi National Accelerator Laboratory (FERULAB: 3 razy 3 miesiące).
- 1981–1982 – współpracownik naukowy CERN.
- 1982–1984 – Wissenschaftlichen Mitarbeiter, DESY, Hamburg Niemcy
- 1988–1990 – Research Fellow w CERN wspierany przez:
  - Max-Planck Institute für Kernphysik, Heidelberg (1988–1989)[2]
  - Fundamental Onderzoek der materie and Nationaal lnsituut voor Kernfysica en Hoge-Energiefysica, Amsterdam (1989–1990)
- 1994–1995 i 2000–2001 – współpracownik naukowy CERN.

## Zainteresowania badawcze i współpraca międzynarodowa
Zajmował się fizyką najmniejszych składników materii. Swoją pracę badawczą prowadził początkowo we współpracy z: Laboratorium Wysokich Energii Zjednoczonego Instytutu Badań Jądrowych w Dubnej (ZIBJ), Laboratorium Rutherforda w Didcot oraz Narodowym Laboratorium im. E. Fermiego w Batavii. W latach 80. ubiegłego wieku zorganizował w Instytucie Problemów Jądrowych zespół, który w ramach międzynarodowego programu badawczego Europejskiej Współpracy Mionowej prowadził badania struktury protonów.
Zajmował się też badaniem zjawiska łamania symetrii ładunkowo-przestrzennej w rozpadach mezonów K. Podstawowym narzędziem badawczym w tych eksperymentach był akcelerator cząstek SPS w CERN w Genewie. Reprezentował polskich fizyków w Radzie CERN, był przewodniczącym Komisji Programowo-Doradczej Fizyki Wysokich Energii Rady Programowej ZIBJ w Dubnej, członkiem Rady Naukowej DESY w Hamburgu, kierował pracami Komisji Wysokich Energii Rady ds. Atomistyki. Jest autorem ponad 200 prac naukowych.

## Życie prywatne
Żona Helena Idziak. Dzieci: Franciszek (ur. 1980), Antoni (ur. 1980).
Zmarł w Połądze na Litwie, pochowany na cmentarzu Powązkowskim w Warszawie (kwatera 146-1-28,29).

## Ordery i odznaczenia
- Złoty Krzyż Zasługi (3 czerwca 2005)[7]

## Nagrody
- 1976 – II Nagroda Zespołowa Polskiej Komisji Atomistyki
- 1992 – Nagroda im. Andrzeja Sołtana